# Anatole modesta
Anatole modesta är en fjärilsart som beskrevs av Mengel 1902. Anatole modesta ingår i släktet Anatole och familjen Riodinidae. Inga underarter finns listade i Catalogue of Life.